# 随阳店站
随阳店站是一个汉丹铁路上的铁路车站，位于湖北省枣阳市随阳店乡，建于1966年，目前为四等站，邮政编码为441331。目前客运：办理旅客乘降；不办理行李、包裹托运；货运：仅办理专用线、专用铁道整车货物发到。

## 临近车站
1. 1 2  中国铁路武汉局集团有限公司年鉴编纂委员会 (编). . 武汉. 2021 （中文（中国大陆））.